# Provinz Bungo

Provinz Bungo (heute: Präfektur Ōita)

Bungo (jap. 豊後国, Bungo no kuni) ist eine ehemalige Provinz in Japan, die an die Provinzen Buzen, Hyūga, Higo und Chikugo angrenzte. Heute entspricht das Gebiet der Präfektur Ōita.  

## Geschichte
Die Provinz entstand Ende des 7. Jahrhunderts aus der Aufspaltung der Provinz Toyo (豊国) in die Provinzen Buzen (dt. „Vorder-Toyo“) und Bungo (dt. „Hinter-Toyo“). Diese bezeichnete man kollektiv auch als Hōshū (豊州, „Toyo-Provinz(en)“). Die Schriftzeichen von Bungo wurden in der Frühzeit auch als Toyo-kuni no michi no shiri gelesen. Es wird vermutet, dass die Hauptstadt (国府, kokufu) von Bungo im heutigen Stadtteil Furugō (古国府) von Ōita lag, dessen Name übersetzt „alte Provinzhauptstadt“ bedeutet. Bis heute konnten dafür jedoch keine archäologischen Beweise gefunden werden.
Während der Sengoku-Zeit, in der Mitte des 16. Jahrhunderts, war Bungo eine Hochburg des Ōtomo-Clans. Der Ōuchi-Clan in der westlichen Chūgoku-Region wurde von der Buzen-Politik beeinflusst. In der Mitte der Periode ging die Bedeutung beider Clans zurück. Nachdem Toyotomi Hideyoshi auch die Macht auf Kyūshū übernommen hatte, gelangten 120.000 koku der Provinz Buzen ab 1587 an Kuroda Yoshitaka, der Kokura (heute Teil von Kitakyūshū) zu seinem Sitz machte und dort die Burg Kokura erbauen ließ. Andere Teile der Provinz gingen an loyale Daimyōs. 
Im Jahr 1600 strandete ein niederländisches Schiff, das von dem Engländer William Adams gesteuert wurde, an der Küste von Bungo. Als der Shōgun Tokugawa Ieyasu Adams befragte, bestätigte sich sein Verdacht, dass die Jesuiten, die seit den 1540er Jahren in Japan tätig sein durften, die Kontrolle über das Land erlangen wollten. 1614 verbot Ieyasu alle christlichen Aktivitäten. So erwies sich Adams’ Landung in Bungo als bedeutsam für die spätere Geschichte des Landes. Diese Reihe historischer Ereignisse war die Grundlage für das Buch Shogun von 1975 und die gleichnamige Fernsehserie von 1980.

## Umfang
Die Provinz Bungo umfasste folgende Landkreise (kōri, später -gun):
- Amabe (海部郡)
- Hayami (速見郡)
- Hita (日高郡)
- Kusu (球珠郡)
- Kunisaki (国埼郡)
- Naoiri (直入郡)
- Ōno (大野郡)
- Ōita (大分郡)